# Tacna (Arizona)
Tacna – jednostka osadnicza w Stanach Zjednoczonych, w stanie Arizona, w hrabstwie Yuma.